# Sieghartskirchen
Sieghartskirchen – gmina targowa w Austrii, w kraju związkowym Dolna Austria, w powiecie Tulln. Według danych Austriackiego Urzędu Statystycznego liczyła 7 174 mieszkańców (1 stycznia 2014).